# Dolmen de Santa Cruz
De dolmen de Santa Cruz is een hunebed in een kunstmatige heuvel van ca. 3000 v. Chr. met daar bovenop een kerk dat in 737 is gebouwd. Het bouwwerk ligt in de vallei van Contranquil, aan de samenvloeiing van twee rivieren in de gemeente Cangas de Onís in het Spaanse Asturië.

## Beschrijving
De dolmen ligt in een kunstmatige heuvel onder een drie millenia later gebouwde kerk. De kamer is meer dan drie meter hoog. Het bouwwerk is gebouwd met zand en keien uit de nabijgelegen rivieren. Het heeft een veelhoekige vorm en de ingang ligt op het oosten. In de kamer kan men vijf grote stenen en twee kleinere stenen zien. 
De dolmen is met gravures en tekeningen versierd, een rode kleurstof overheerst ten opzichte van andere kleuren. Er zijn ook figuren aangebracht door middel van snijden of hakken in de steen. Het hoofdeinde is rijkelijk versierd.

## Geschiedenis

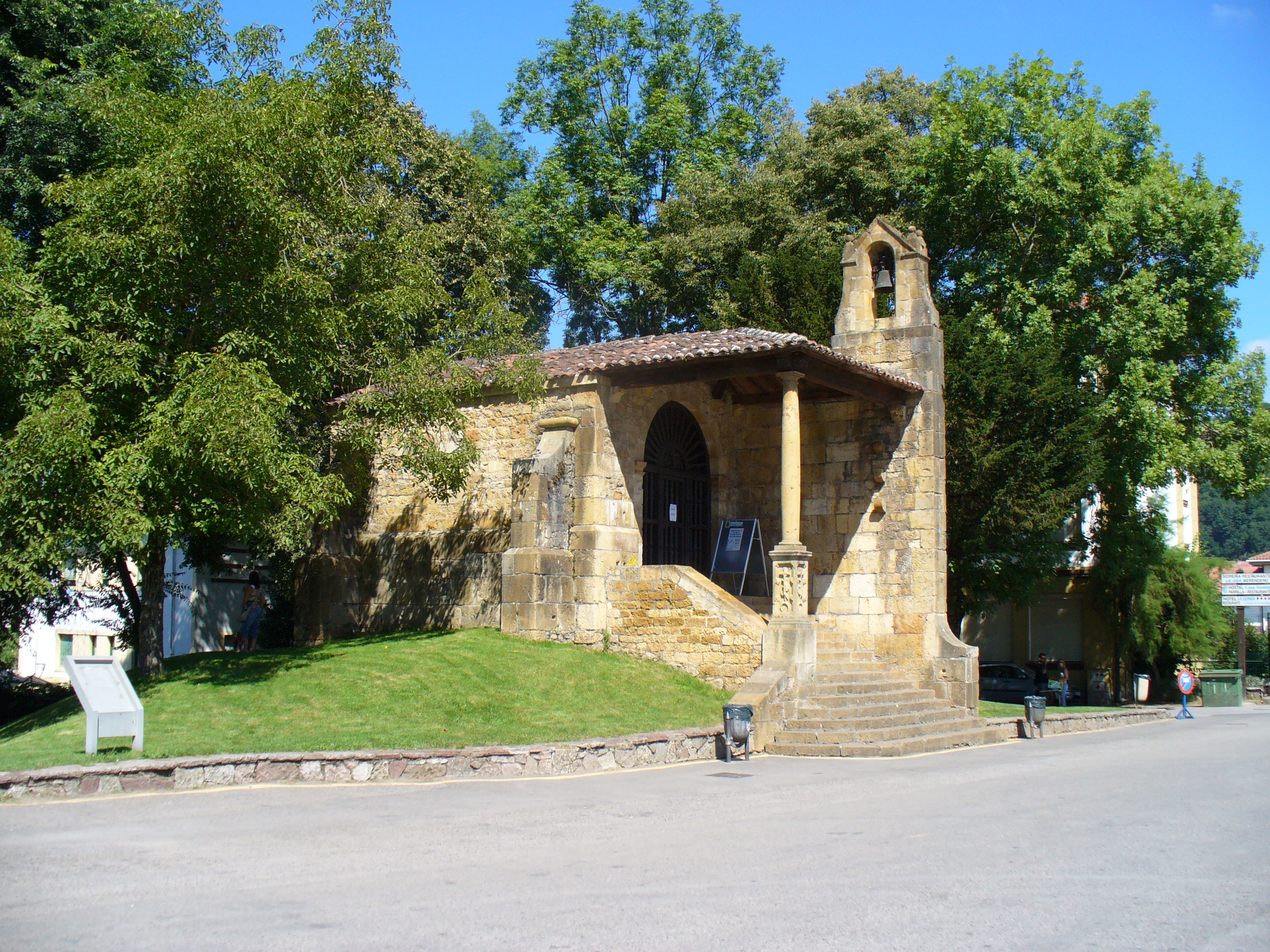
De kerk op de kunstmatige heuvel

De dolmen werd ca. 3000 v.Chr. gebouwd. In 737 werd een kerk van het Heilig Kruis gebouwd door koning Favila en de kerk werd ingewijd op 27 oktober van dat jaar. Deze kerk werd in 1632 gerestaureerd. In 1931 werd de dolmen tot monument verklaard. 
In de Spaanse Burgeroorlog werd de kerk vernietigd, omdat men de dolmen wilde tonen zoals hij tot de vierde eeuw zichtbaar was geweest. Na de Spaanse Burgeroorlog werd de kerk voor de tweede maal gerestaureerd.